# Pogrom van Aleppo
De pogrom van Aleppo van 1947 vond plaats in de maand december van het jaar 1947 in  Aleppo, in het toen juist onafhankelijk geworden Syrië. Deze pogrom volgde op het besluit van de Verenigde Naties op 29 november 1947 om Palestina te verdelen tussen joden en moslims. Ten minste 75 Joden werden vermoord.
Tijdens het conflict tussen Joden en Arabieren in het Britse mandaatgebied Palestina werd de haat tegenover de Joden in Syrië steeds heviger. Reeds in de 19e eeuw waren er pogroms geweest, onder meer in 1853 en 1875. Er woonden in Aleppo ongeveer 10.000 Joden. Tien synagogen, vijf scholen, een weeshuis en verschillende Joodse winkels werden verwoest, evenals circa 150 woningen. Na de pogrom vluchtten de Joodse inwoners van de stad naar de nieuwe staat Israël. Van de Joodse gemeenschap is niets meer overgebleven.

## Codex Aleppo
Tijdens de pogrom werd de oude synagoge van Aleppo in brand gestoken en raakte de Codex Aleppo (de Aleppo Codex (Hebreeuws:כֶּתֶר אֲרָם צוֹבָא Keter Aram Tzova) is een middeleeuws handschrift van de Hebreeuwse Bijbel) beschadigd, zodat er nog maar 294 van de 477 oorspronkelijke bladzijden over zijn.